# Lake Cherokee (Teksas)
Lake Cherokee je naseljeno mjesto za statističke potrebe u američkoj saveznoj državi Teksas. Prema popisu stanovništva iz 2010. u njemu je živjelo 3.071 stanovnika.